# Cattedrale di San Luigi (New Orleans)
La cattedrale di San Luigi (in inglese: St. Louis Cathedral) è il principale luogo di culto cattolico della città statunitense di New Orleans, nello stato della Louisiana. 
La chiesa, costruita tra il 1789 e il 1794 e dedicata Luigi IX di Francia, è sede del arcidiocesi di New Orleans ed è la più antica tra le cattedrali ancora esistenti nel territorio statunitense. Sorge nel celebre quartiere francese, affacciandosi sulla centrale Jackson Square, nei pressi del Cabildo.

## Storia
Una seconda chiesa, di dimensioni maggiori e costruita in mattoni e legno fu iniziata nel 1725 e fu completata nel 1727. Insieme a numerosi altri edifici, la chiesa fu distrutta nel grande incendio che distrusse parte della città il 21 marzo 1788. [4] La prima pietra del nuovo tempio fu posta nel 1789 e l'edificio fu completato nel 1794. Nel frattempo, nel 1793, la chiesa era stata elevata al rango di cattedrale con l'istituzione della diocesi di New Orleans. Nel 1819 fu aggiunto al fabbricato esistente una torre centrale (progettata da Benjamin Latrobe) con un orologio ed una campana. Su quest'ultima è stato inciso "Victoire" in ricordo della vittoria statunitense della battaglia di New Orleans nel 1815.
La crescita della popolazione cittadina rese necessario un ampliamento generale dell'edificio. Nel 1834 il progetto fu affidato a N. B. de Pouilly. Il 12 marzo 1849, la diocesi incarico John Patrick Kirwan di ingrandire e restaurare la cattedrale basandosi sui piani di De Pouilly.
Questi progetti prevedevano che l'intero edificio fosse demolito tranne i muri laterali e le porzioni inferiori delle torri esistenti sulla facciata anteriore. Durante i lavori di ricostruzione, fu stabilito che anche le pareti laterali avrebbero dovuto essere demolite. Durante la costruzione nel 1850, la torre centrale crollò. De Pouilly e Kirwan furono così esautorati dall'incarico. Come conseguenza di tutti questi problemi, molto poco della originale struttura coloniale spagnola è rimasto. L'attuale struttura risale infatti principalmente agli anni cinquanta del XIX secolo. La campana della torre del 1819 fu riutilizzata nel nuovo edificio ed è ancora lì oggi. 
Nel 1964 papa Paolo VI elevò la cattedrale al rango di basilica minore. Nel settembre 1987 papa Giovanni Paolo II visitò l'edificio.